# Helmut Jasbar
Helmut Jasbar (* 16. Februar 1962 in Wien) ist ein österreichischer Gitarrist, Komponist, Autor und Radiomacher.

## Leben
Anfänglich Autodidakt, E-Gitarrist und Bandleader einer Funk- und Fusionband begann er mit 16 Jahren ein Studium der klassischen Gitarre bei Robert Wolff am Wiener Konservatorium, wo er auch sein pädagogisches Diplom erhielt. Während dieser Zeit gewann er mehrmals den Musikwettbewerb „Musica Juventutis“. Im Anschluss studierte er Konzertfach bei Hubert Käppel an der Hochschule für Musik in Köln und beendete dies 1987 mit Auszeichnung. Während des Studiums setzte er sich mit Komposition und moderner Improvisationsmusik auseinander. Schon kurz nach der Beendigung seiner Studienjahre konnte er sich trotz seiner Skepsis gegenüber dem Mainstream international etablieren. Die Zeit schrieb zum Erscheinen seiner Debüt-CD: „Ein neues Talent macht auf sich aufmerksam.“

## Konzerttätigkeit
Seit 1987 tourt Jasbar regelmäßig in den Vereinigten Staaten, Kanada, Südafrika, Asien und Europa, als Gast sowohl von Jazz- als auch klassischen Festivals. TV- und Radioübertragungen seiner Konzerte fanden in den USA, Kanada, Südafrika und Österreich statt.
Einige Stationen: Das New York Debüt in der Avery Fisher Hall (1990), ein Konzert bei „Leo Brouwer’s Guitar Festival“ in Havanna, Kuba (1992), sein Auftritt beim „Cordoba Guitar Festival“, Spanien (1999), zwei Konzerte als Solist mit dem RSO Wien, die Uraufführung seines Gitarrensolos „4Miles2Davis“ von David Russel an der Julliard School of Music (New York).

## Tätigkeit als Kurator
Jasbar ist seit 1999 als Autor, Moderator und Sendungsgestalter für den Österreichischen Rundfunksender Österreich 1 tätig. Im Jahr 2003 begründete er den „Pasticcio Preis“, ein CD-Preis für interessante österreichische Neuerscheinungen, der seither als Sprungbrett für Nachwuchskünstler gilt.
Noch im selben Jahr begann Jasbar seine Tätigkeit als Kurator für das „Wiener Gitarrefestival“ im ORF Radiokulturhaus, das seit 2008 in Zusammenarbeit mit dem Kulturverein Gitarre Wien organisiert wird.

## Tätigkeit als Komponist und Autor (Auswahl)
- Es ist Freitag und Gott ist nicht da – Multimediales Melodram (UA: 7. April 2009 Osterklang / Theater an der Wien, Wiener Konzerthaus)
- In Hora Mortis – Ein Besuch – Installation für Streichquintett, Sprecher und Surround Elektronik (UA: 25. Juli 2009 Ossiach, Carinthischer Sommer)
- Dowland:Reloaded (2008) – Surround Installation/Tableguitars/Video (UA: 2009 Schömer Haus, Museum Essl)

## Tätigkeit als Produzent
- Haydn: Trios – Uwe Grodd, Christopher Hinterhuber, Martin Rummel – NAXOS (2010)
- Dowland Resident – Arbeitstitel
- Bach: Suiten für Violoncello BWV 1007-1012 – paladino music pmr 0004 (2010)
- Andy Manndorff solo: Matter and Motion – Extraplatte
- Andy Manndorff Trio: You break it, You own it – Universal

## Diskographie
- Birds of Vienna – Jasbar Consort – Universal/emarcy 986708-1 (2003)
- The World is a Guitar – ORF-CD 320 (2001)
- Wahnsinnige Sehnsucht – Jasbar Consort – Extraplatte EX 313-2 (1996)
- Bach – Extraplatte EX 236-2 (1993)
- Helmut Jasbar Live at the Havana Guitar Festival – Extraplatte EX 213-2 (1992)

## Werkverzeichnis (Auswahl)
Kammermusik:
- Zufall – vier Lieder für Mezzosopran und Klavier (1989)
- Klaviermusik ’90 (1990)
- Telefonkantate. Oh Herr, ich rufe dich an! – für 7 Musiker und Telefon (1995)
- Klaviertrio (1996)
- kein weg nur gehen – für 2 hohe Stimmen, präpariertes Klavier und Gitarre (1997)
- Es ist Freitag und Gott ist nicht da – ein multimediales Melodram (1998)
- Die Stille in der Welt vor Bach – für E-Gitarre, Sprecher und Tape (2000)
- Wiener Spuren – Kammermusikzyklus für sieben Instrumente(2002–2003)
- Vögel die durch Felsen fliegen – Homage to Cecil Taylor für Klavier und E-Gitarre. Für eine Pianistin oder einen Pianisten und zwei simultan zu bedienende Instrumente. (2005)
- The Angels Are Late – Für Claudius Tanski und Tabea Zimmermann (2007)

Gitarre Solo:
- Three American Graffiti – Edition Bosworth – boe 4906 (1987)
- No, I Never Wrote A Suite – Moments Of Wanderlust (1992)
- 4 Miles 2 Davis – Edition Bosworth – boe 4905
- Dances In An Almost Classical Mode (1994)
- Fräulein Langsamers Veränderungen (1997)
- Farben in meinem Garten für E-Gitarre (1998)
- My Little Ghettoblaster Saved My Live für E-Gitarre (1998)
- Etude for Lonely Guitarists für E-Gitarre (1998)
- Three Roundelays – Helbling Verlag Innsbruck (2004)

Gitarrenensembles:
- Dances In An Almost Classical Mode für Gitarrenquartett – Edition Margaux (Berlin) em 4019 (1997)

## Stimmen über Helmut Jasbar
- „Dabei gelang ihm in Verbindung mit den Texten eine überaus packende Darstellung letzter Dinge. Seine Musiksprache ist rhythmisch aufwühlend durch scharfe, kantige Klänge bzw. Klangflächen mit einer dichten Struktur und Harmonien.“(Neues Volksblatt)
- „Das Jasbar Consort bringt traurig lustvoll, größenwahnsinnigprovinziell die Wiener Musik auf einen neuen Stand, weit entfernt vom Altertumsschrott.“ (Jazzzeit)
- „Der Wiener Komponist Helmut Jasbar erweist sich als faszinierende Entdeckung: Ideenreich ist er, eigenartig, ein bisschen skurril auch in seinem Umgang mit aufgefundenem thematischem Material und gerade deshalb so interessant.“ (Rondo Magazin)
- „Jasbar schafft es, dieses Instrument zurückzuholen in Wohnzimmer, spielerisch damit umzugehen, die Stücke sind quasi Goldbergvariationen des Dagewesenen.“ (p-tv.at)
- „Jasbar ist ein Könner.“ (Der Standard)
- „Der österreichische Gitarrist Helmut Jasbar ist ein echter Geheimtipp – nicht nur für Fans der klassischen Gitarre. Und: Vor diesem Menschen scheint grundsätzlich keine Musik sicher zu sein …“ (Akustik Gitarre)
- „… die Aura der Moderne bei Helmut Jasbars Konzert im Palacio … das Publikum, vorwiegend junge Leute, war begeistert.“ (Actualidad)